# Emil Krebs
Emil Krebs (Freiburg in Schlesien, 15 de novembro de 1867 — Berlim, 31 de março de 1930) foi um sinólogo e poliglota alemão. Emil Krebs dominou 68 idiomas na fala e na escrita e estudou 120 outros idiomas. O linguista sempre andava com um livro nas mãos e murmurava baixinho para aprender uma nova língua, foi um gênio em memorização e sempre se esforçou não apenas para aprender a língua de povos estrangeiros, “mas também para compreender a sua índole, a partir do seu passado histórico”, segundo Eckhard Hoffmann, sobrinho de Krebs, que pesquisa há anos a respeito do seu antepassado e publica em meados de abril de 2017 uma interessante monografia sobre a sua vida (“Emil Krebs – Ein Sprachgenie im Dienste der Diplomatie”, Editora Harrassowitz). Emil Krebs aprendeu doze línguas até concluir o colégio. 
A tradução era para ele um instrumento indispensável da compreensão dos povos e o que impulsionou a sua carreira profissional. Essa carreira é ainda mais notável pelo fato de ter começado em condições extremamente modestas. 

## Biografia
Nascido na Baixa Silésia em 1867, como primeiro de dez filhos de um mestre carpinteiro, Emil Krebs frequentou inicialmente a escola de classe única do povoado. Quando tinha nove anos, caiu em suas mãos um dicionário de francês. Ele aprendeu os vocábulos e apresentou orgulhosamente seus conhecimentos ao mestre-escola – sem conhecer contudo a pronúncia francesa. Apesar disso, seu talento para línguas foi imediatamente reconhecido. 
Quando concluiu o colégio em 1887, Emil Krebs já dominava doze línguas, oito das quais ele aprendera de maneira autodidata. Paralelamente ao seu estudo de Direito, ele finalmente formou-se também em culturas e línguas do Oriente, no Seminário de Culturas e Línguas Orientais, a fim de familiarizar-se com o seu sonhado destino de viagem, a China. Apesar de sua paixão por aprender línguas estrangeiras, ele não negligenciou seus estudos jurídicos e passou no primeiro exame de Estado (equivalente ao atual Staatsexamen) após os 6 semestres prescritos em 12 de junho de 1891, novamente com notas "boas". Ele então ingressou no serviço de treinamento jurídico no tribunal distrital real da Prússia em Gottesberg como advogado júnior. Na Páscoa de 1892, ele era advogado júnior no Tribunal de Apelação de Berlim. Logo depois, ele começou a estudar turco no Seminário de Línguas Orientais da Universidade de Berlim. Em 30 de setembro de 1893, Krebs foi enviado a Pequim (Pequim) como aspirante a intérprete.
Em 1893, o Ministério das Relações Exteriores enviou-o finalmente para o império chinês, como intérprete. Krebs permaneceu lá quase um quarto de século, acompanhando importantes processos políticos, foi promovido a adido cultural e estabeleceu estreitas ligações diplomáticas para o seu país. Também interagiu com a viúva do imperador, que o apreciava muito como interlocutor. Até mesmo pelas autoridades chinesas, ele teria sido “consultado em questões de gramática”, recordou-se Werner Otto von Hentig, adido em Pequim a partir de 1911, na sua biografia publicada em 1962. Krebs não apenas dominava as línguas, escreveu ele, mas falava tão perfeitamenteː “que o único italiano em Pequim me pedia todas as vezes, que convidasse o "dottore Krebs" para um corte gratuito de cabelo no seu salão, ao que parece, para poder deleitar-se com o seu dialeto toscano”. 
Quando Krebs teve de deixar a China, após a entrada do país na Primeira Guerra Mundial, ele continuou trabalhando para o Ministério das Relações Exteriores e pouco tempo depois, afirmava-se lá que “ele nos vale por 30 funcionários no exterior”. No Departamento de Línguas do Ministério, ele traduziu textos oficiais de mais de 40 línguas até à sua morte. E sempre continuava aprendendo. A fim de cumprir suas enormes tarefas diárias, ele trabalhava às vezes até às três horas da madrugada. Em 31 de março de 1930, Krebs morreu em decorrência de um derrame cerebral, enquanto traduzia.